# Hikaru Kurosaki
Hikaru Kurosaki (黒崎 輝, Kurosaki Hikaru), nome artístico de Seiki Kurosaki (Sakai, 31 de janeiro de 1962), é um ex-ator e ex-dublê japonês que se tornou muito conhecido do público brasileiro por ter interpretado o protagonista da série tokusatsu Jaspion, na década de 1980.

## Biografia
Kurosaki decidiu ser dublê muito cedo: fã do ator, dublê e fundador da JAC, Sonny Chiba, entrou para o grupo aos 16 anos e passou a trabalhar como suit actor, usando fantasias de monstros e robôs em séries do gênero tokusatsu. Porém, alcançou o ápice de sua carreira ao conseguir o papel de Jaspion na série homônima, onde também atuava como dublê e fazia suas próprias cenas de ação, apesar de nunca ter vestido a armadura do herói em cena (trabalho realizado pelo veterano dublê Noriaki Kaneda). A série fez relativo sucesso no Japão, o que garantiu a Kurosaki a possibilidade de demonstrar uma maior habilidade artística.
Após o final de Jaspion, atuou em alguns filmes infantis e familiares, como Setouchi Shonen Yakyudan e Saigo no Rakuen.
No início dos anos 1990, devido a desentendimentos com Chiba (segundo o próprio Kurosaki, em entrevista a revista brasileira Henshin no ano de 2001), decidiu se desligar do mundo artístico. Desde então passou a trabalhar como instrutor e guia de mergulho submarino em Okinawa. Fundou, junto com ela, a Mother Earth, uma escola que ensina técnicas de mergulho marítimo.

## Vida pessoal
Kurosaki é viúvo da ex-atriz e ex-dublê do JAC Yuko Asuka (Yuko Kurosaki). Os dois se conheceram em 1984, durante uma participação dele na série Bioman (na qual Yuko interpretava a vilã Farrah), e permaneceram juntos até a morte dela, em 15 de dezembro de 2011. O casal não teve filhos.